# 锡嘴雀
锡嘴雀（学名：Coccothraustes coccothraustes），又名鴲、腊嘴雀、老西子、老醯儿、铁嘴蜡子；鸟纲，雀科。该物种属于单型的锡嘴雀属（学名：[Coccothraustes] 错误：{{Lang}}：文本有斜体标记（帮助）），但按照不同的分类系统，该属可能还会包括例如黄昏锡嘴雀等其它物种。

## 生态环境
锡嘴雀为群居性鸟类，活动于平原地区的中龄乔木间，常常与其他近缘种如黑尾蜡嘴雀混群活动，也经常下地觅食，他们在地面活动时以双足向倾前方跳跃，而非在其他鸟类中常见的向正前方跳跃如麻雀，或脉动双腿在地面走动如喜鹊。有飞行集群的习性。

## 分布地域
锡嘴雀广泛分布于欧亚大陆的温带地区，欧洲南部、中东、中亚、俄罗斯远东地区、朝鲜半岛，日本列岛均可见本物种分布；在中国，锡嘴雀分布于东北各省、内蒙古东北部、河北、山东河南陕西甘肃四川、青海东部、华东沿海省份和长江中吓游地区以及珠江上游，新疆西部也有本物种分布。

## 特征
锡嘴雀属于中等体形的雀科鸟类，其体长在18厘米左右。本物种雄雌同形近色。成鸟眼先、嘴基和颌部极小的区域内为黑色；头顶、颊部为棕色，从头顶到脑后的羽色逐渐过渡加深，在枕部呈较深的棕色与颊部的羽毛形成一定的反差；颈部有一圈宽阔的灰色羽带，后部阔而前部狭窄，有如披肩；肩部和背部的羽毛为茶褐色，明显较颈部的灰色雨区为深；腰部羽色呈较淡的皮黄色；尾上覆羽褐色；尾羽呈凹形，与尾上覆羽大体同色，亦为褐色，但最外侧两枚尾羽褐色并呈现辉蓝色的金属光泽，且尾羽各羽羽稍白色；翅上覆羽为白色或皮黄色，在翅上形成一道宽阔的纵向白斑，与肩部的茶褐色羽毛形成鲜明对比；飞羽黑色，并呈现辉蓝色金属光泽，犹如经过淬火处理的铁，部分初级飞羽特化，羽端呈方形，内翈先端具以缺口，次级飞羽各羽羽端均为方形，这使得本物种的翅膀在收拢的时候端部出现一种类似锯齿的形状，如同剪过，这也是其他鸟类所不具有的特征；下体自颈部的灰色区域以后均以淡褐色和白色为基色，胸部、上腹部、两胁皆做淡褐色，下腹部、尾下覆羽纯白色，虹膜褐色；喙粗壮，呈灰色显现金属光泽，颇有锡的质感，这也是本物种命名的原因；足粉色。雌性成鸟较雄性头顶的颜色略显灰。亚成体为成鸟的暗色版本，且胸腹两胁具幼细的褐色横纹。飞行时成波形。

## 食物
锡嘴雀以植物的果实和种子为食，繁殖期取食昆虫。

## 繁殖与保护

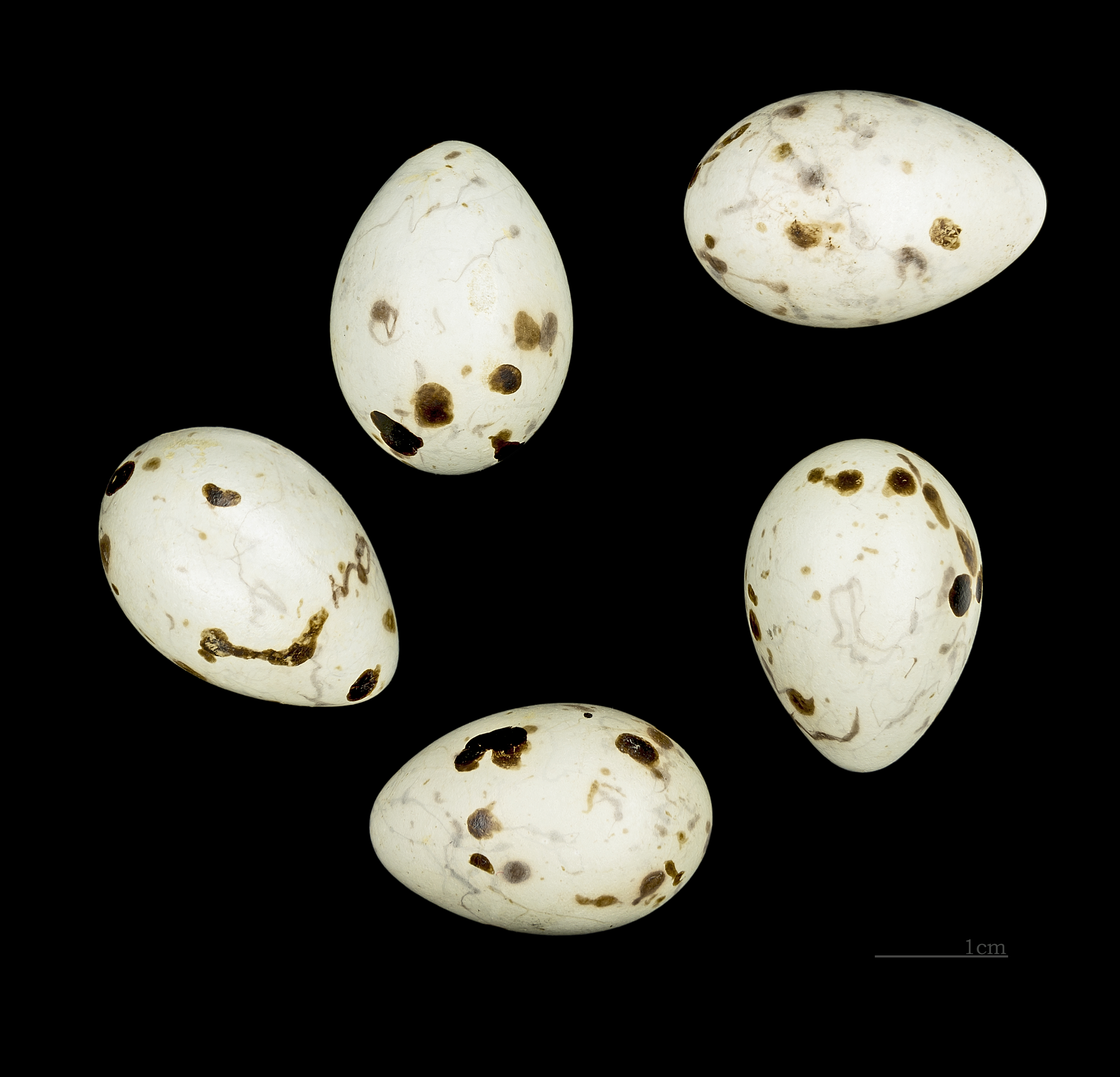
Coccothraustes coccothraustes

锡嘴雀喜营巢于树上稠密的叶簇中，每窝产卵3～7枚，暗灰绿色，具淡紫色和褐色线状和点状斑。主要由雌鸟孵卵。锡嘴雀未被列入保护动物目录，但受到非法鸟类贸易的威胁。